# Saurauia gorokae
Saurauia gorokae är en tvåhjärtbladig växtart som beskrevs av A. Gilli. Saurauia gorokae ingår i släktet Saurauia och familjen Actinidiaceae. Inga underarter finns listade i Catalogue of Life.